# Bosna (dokumentarfilm)
|  | Denne artikel er oprettet af botten Steenthbot ud fra en ekstern database. Den kan derfor have sproglige fejl eller mangler. Denne skabelon kan fjernes efter kontrol af indholdet. |

Bosna er en dansk dokumentarfilm fra 2009 instrueret af Aldin Lemes, Alma Hodic, Sanja Zvoric og Faruk Coric.